# Tavistock and Portman NHS Foundation Trust

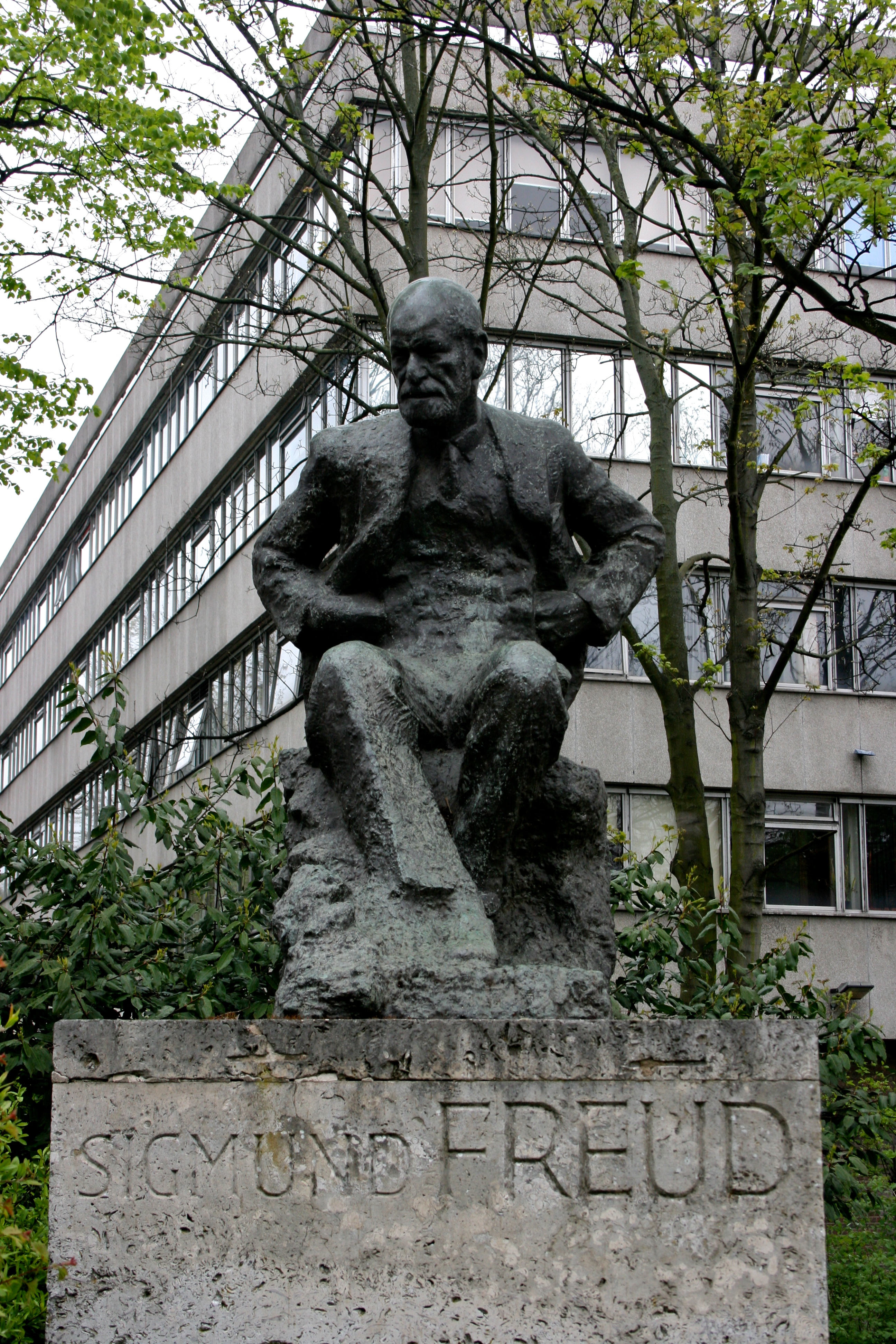
Estatua de Freud frente al Centro Tavistock

El Tavistock and Portman NHS Foundation Trust es un trust especialista en salud mental. Tiene su sede en el Centro Tavistock, en el número 120 de Belsize Lane, Londres, Reino Unido. En 2018 tenía 914 estudiantes de educación superior.
Ha sido considerado como un centro profesional de excelencia de renombre internacional, en su aplicación de ideas psicoanalíticas al estudio y tratamiento de la salud mental y la dinámica interpersonal. La institución tiene un gran número de publicaciones.

## Historia
La Clínica Tavistock fue fundada en 1920 por el Dr. Hugh Crichton-Miller. Debe su nombre a que su primera sede estuvo en el número 51 de la plaza Tavistock de Londres. En julio de 1948 se integró en el Servicio Nacional de Salud (National Health Service, NHS).
En algunas ocasiones la supervivencia organizativa y financiera de la Clínica Tavistock se ha visto comprometida. En una de esas coyunturas, en 1994, se unió con la vecina Clínica Portman de la avenida de Fitzjohn. La Clínica Portman está especializada en áreas de la psiquiatría forense, incluido el tratamiento de conductas y tendencias adictivas, sociopáticas y delictivas.